# Archives nationales d'outre-mer
Pour l’article homonyme, voir ANOM Operation Trojan Shield.
Les Archives nationales d'outre-mer (ANOM) sont un service d'archives public français qui conserve des documents sur les anciennes possessions françaises d'outre-mer, provenant soit du ministère chargé de l'Outre-mer, soit des administrations coloniales de ces territoires. Ses fonds sont conservés et consultables à Aix-en-Provence.

## Histoire
La France, poussée par la décolonisation à se poser la question du devenir des archives de ses anciennes colonies, porte son choix en 1961 sur Aix-en-Provence pour les accueillir. Ce choix s'explique par la proximité de la ville avec Marseille, « porte de l'Orient » d'où est partie la colonisation, mais aussi par la présence d'une chaire d'histoire coloniale à l'université d'Aix-Marseille, ainsi que par le climat sec favorable à la conservation des documents.
Le Dépôt des archives d'outre-mer (DAOM) est créé en 1966 par André Chamson, alors directeur général des Archives de France. Le bâtiment est construit de 1964 à 1966, et il est inauguré le 6 octobre 1966 à l'occasion du 13e Congrès national des archivistes français.
Il ouvre au public le 2 janvier 1987, sous le nom de Centre des archives d'outre-mer (CAOM).
Une extension est construite de février 1995 à mars 1996, sur les plans d'Antoinette Robain, Thierry Lacoste et Claire Guieysse, ce qui leur vaut le prix de la Première œuvre. Elle est inaugurée le 14 juin 1996.
En 2007, il devient un service à compétence nationale et est rebaptisé Archives nationales d'outre-mer (ANOM),.

## Tutelle
Depuis qu'il a été érigé en service à compétence nationale, il relève du service interministériel des archives de France attaché à la direction générale des Patrimoines et de l'Architecture au ministère de la Culture.

## Fonds
Sur les 42 kilomètres linéaires de capacité, 37 sont actuellement occupés.

## Directeurs
- 2007-2014 : Martine Cornède (d)[b]
- 2014-2019 : Benoît Van Reeth (d)[c]
- 2019-2024 : Isabelle Dion (d)[d]
- depuis 2025 : Romain Joulia (d) [e]

## AMAROM
L'association des Amis des archives d'outre-mer (AMAROM) est créée en 1984,. Elle édite depuis 1990 la revue semestrielle Ultramarines.

## Événements
Pour les Journées européennes du patrimoine de 2023, l'ANOM a proposé des ateliers et visites.

### Expositions
L'extension de 1996- offre un lieu spécifiquement dédié aux expositions.
- L'Automobile à la conquête de l'Afrique : 1898-1932 (juillet - octobre 1988)[α]
- Terres de bagne : Le bagne en Guyane et en Nouvelle-Calédonie, 1852-1953 (1er octobre - 30 novembre 1990)[β]
- L'empire du sport : Les sports dans les anciennes colonies françaises (mai - juillet 1992)[γ]
- Mémoires des mondes : Les images de l'outre-mer (mai - septembre 1996)[δ]
- Écritures du Maroc (1999) avec l'Institut de recherches et d'études sur le monde arabe et musulman (IREMAM) et l'association « Mémoires méditerranéennes »[ε]
- Confluence : Regards d'artistes sur l'Algérie (25 janvier - 15 avril 2003) pour l'année de l'Algérie en France[ζ]
- De la bibliothèque coloniale aux premières littératures africaines (21 septembre - 21 novembre 2019)[η]

### Colloques
- Viêt Nam : Sources et approches (3 - 5 mai 1995), 2e colloque international Euroviêt avec l'Institut de recherche sur le Sud-Est asiatique (IRSEA) et l'Institut d'histoire comparée des civilisations (IHCC)[θ]
- Littératures et temps colonial : Métamorphoses du regard sur la Méditerranée et l'Afrique (7 - 8 avril 1997) avec l'Institut de recherches et d'études sur le monde arabe et musulman (IREMAM) et l'association « Mémoires méditerranéennes »[ι]
- Éclats d'empire : Du Brésil à Macao (6 - 7 octobre 2000) avec la Cité du livre, l'Institut d'études africaines (IEA) et le Centre de recherches ibériques et ibéro-américaines (CRIAA)[κ]

## Autres services d'archives relatifs à la colonisation
D'autres services d'archives publics conservent des documents relatifs à la colonisation :
- les archives relatives aux protectorats au Maroc et en Tunisie et au mandat français en Syrie et au Liban sont conservées par les Archives diplomatiques, service d'archives du ministère des Affaires étrangères ;
- les archives relatives aux opérations militaires et les dossiers des soldats et officiers ayant servi outre-mer sont conservés par le service historique de la Défense.